# Attentato dello Stage Club
L'attentato dello Stage Club fu un attacco terroristico avvenuto il 25 febbraio 2005 in cui un attentatore suicida palestinese si fece esplodere fuori dal night club "Stage" sulla spiaggia di Tel Aviv, in Israele, uccidendo 5 persone e ferendone oltre 50.
La Jihad Islamica palestinese rivendicò la responsabilità dell'attentato.

## L'attentato
Il 25 febbraio 2005, alle 23:30 locali, un attentatore suicida palestinese con dell'esplosivo nascosto sotto i vestiti, si fece esplodere in mezzo a una folla di giovani israeliani che stavano aspettando fuori da una discoteca all'angolo formato dalle strade Herbert Samuel e Yonah Hanavi, vicino al lungomare di Tel Aviv. L'esplosione uccise 5 persone e ne ferì più di 50.
La maggior parte delle vittime apparteneva a un'unità di riserva dell'esercito israeliano che aveva in programma di festeggiare il compleanno di uno dei suoi ufficiali al night club.

### Vittime
- Yael Orbach, 28 anni, di Rehovot;
- Yitzhak (Itzik) Buzaglo, 40 anni, di Mishmar HaYarden;
- Aryeh (Arik) Nagar, 37 anni, di Kfar Saba;
- Ronen Reuvenov, 30 anni, di Tel Aviv;
- Odelia Hubara, 26 anni, di Gerusalemme.

### I responsabili
La Jihad islamica rivendicò la responsabilità per l'attentato. Dopo l'attacco, la rete Al-Jazeera diffuse un video che mostrava il 21enne attentatore suicida Abdullah Badran che affermava di aver compiuto l'attacco per vendicare le azioni di Israele in Cisgiordania e nella Striscia di Gaza.